# متظاهران (فیلم ۲۰۱۸)
متظاهران (به انگلیسی: The Pretenders) فیلمی محصول سال ۲۰۱۸ و به کارگردانی جیمز فرانکو است. در این فیلم بازیگرانی همچون جک کیلمر، جین لوی، شامیک مور، جونو تیمپل، برایان کاکس، دنیس کواید، جیمز فرانکو، مصطفی شاکر و آنتونی پوروسکی ایفای نقش کرده‌اند.